# Коассоло-Торинезе
Коассоло-Торинезе (італ. Coassolo Torinese, п'єм. Coasseul ëd Turin) — муніципалітет в Італії, у регіоні П'ємонт,  метрополійне місто Турин.
Коассоло-Торинезе розташоване на відстані близько 560 км на північний захід від Рима, 32 км на північний захід від Турина.
Населення — 1575 осіб (2014).
Покровитель — святий Миколайo.

## Демографія
Населення за роками:

Станом на 1 січня 2023 року в муніципалітеті офіційно проживало 50 іноземців з 10 країн, серед них 41 громадянин країн Євросоюзу.

## Сусідні муніципалітети
- Баланджеро
- Коріо
- Ланцо-Торинезе
- Локана
- Монастеро-ді-Ланцо